# Жилплощадка (микрорайон)
Жилплоща́дка (тат. Торак мәйданы), в обиходе Жи́лка — микрорайон и жилой массив города Казани, Татарстан. Относится к Московскому району города. Численность населения микрорайона — около 18 тыс. чел. Микрорайон знаменит своей бывшей одноименной организованной преступной группировкой (ОПГ).

## Расположение и особенности
Микрорайон находится на северо-западе города и севере района, прилегая вплотную к расположенному восточнее частному жилому сектору городского посёлка Новое Караваево Авиастроительного района, и является одной из самых отдалённых частей города Казани. Микрорайон в своём составе имеет 3 квартала, расположенные последовательно с севера на юг.
С запада и севера от микрорайона расположены заводы «Казаньоргсинтез» и «Татхимфармпрепараты», с южной стороны — Казанский вертолётный завод. Соответственно, появившийся в 1950-х—1960-х гг вместе с «Оргсинтезом», микрорайон исторически является «спальным» для работников этих крупных предприятий. От промзоны «Оргсинтеза» микрорайон отделён широкой защитной зелёной зоной с крупными зелёными насаждениями.
Из-за близости к теплицам комплекса "Майский" небо над Жилплощадкой по ночам светится оранжево-красным оттенком, что отчётливо наблюдается с половины территории города.

## Инфраструктура
Микрорайон застроен преимущественно жилыми зданиями-«хрущёвками». Имеет ряд социальных объектов, включая общегородского значения, и развитую транспортную инфраструктуру.

### Улицы
- Гудованцева
- Химиков
- Беломорская
- Моисеева
- Обнорского

### Социальные объекты
- ДК «Юность»[1][2]
- универсальный спортивный комплекс с ледовой ареной «Форвард» по ул. Химиков[3] — объект Универсиады-2013[4]
- Казанский машиностроительный техникум
- Казанский нефтехимический колледж
- татарская детская музыкальная школа № 32
- городская детско-юношеская спортшкола № 15 «Смена» по хоккею, настольному теннису, национальной борьбе
- городская татарская гимназия № 5 с национальной детской школой искусств
- школы № 66, 130
- детские сады № 234, 291, 317, 326, 339, 403
- поликлиника № 11
- отделение единого расчётного центра по УК ЖКХ Московского района
- локальный рынок, магазины, почта и прочее

### Транспорт
Через микрорайон проходят трамвайный маршрут № 8 до Караваево с 2022 г. (В 1966—2008 г. действовал № 10 до Караваево, в 2011—2012 гг. здесь ходил № 13 до улицы Халитова через Новое Савиново, а в 2008—2022 годах маршрут № 1 (№9 до 2013 г.) до железнодорожного вокзала в центре города) и автобусные маршруты № 29, 43, 60, 62, 89. Троллейбусный маршрут № 5 (до Московского рынка, с 1964 г.) отменён в 2008 г., контактная сеть демонтирована.

## Социально-культурное значение
Микрорайон известен ОПГ, действовавшей в 1970-х—2000-х годах в Казани, Татарстане и Москве.
Микрорайону посвящены несколько музыкальных композиций:
- N-W side — «Жилка — это наш район»
- ОПГ — «Жилка»

В спектакле «Разговоры мужчин среднего возраста о женщинах, кино и алюминиевых вилках» Комического театра Квартет И во время гастрольных выступлений в Казани реплика одного из героев «… и живут они в От-рад-ном!» была заменена артистами на «… и живут они на Жилке!», в значении сильно удалённого от центра спального района.